# Agunnaryd
Agunnaryd ist ein Ort (Småort) in der schwedischen Provinz Kronobergs län und der historischen Provinz (landskap) Småland.

## Geografie
Agunnaryd liegt etwa 15 Kilometer südöstlich von Ljungby. Der Fluss Helge å verläuft östlich des Ortskerns und bildet den See Agunnarydsjön.

## Geschichte
Agunnaryd wurde erstmals 1330 als Agundaryd erwähnt. Bis 2010 besaß es den Status eines Tätort; danach sank seine Einwohnerzahl unter 200, sodass es nun als Småort geführt wird.
Der IKEA-Gründer Ingvar Kamprad wuchs in Agunnaryd auf und gründete 1943 hier seine heute international aktive Firma. Das A in IKEA steht für Agunnaryd.